# Przeszczepienie wątroby
Przeszczepienie wątroby – wszczepienie biorcy wątroby pochodzącej od dawcy niespokrewnionego lub fragmentu wątroby od dawcy spokrewnionego.

## Historia
Pierwszej próby przeszczepienia wątroby podjął się prof. Thomas Starzl z Denver w 1963 roku. Zabieg dotyczył dziecka z niedrożnością dróg żółciowych. Zakończył się niepowodzeniem, podobnie jak siedem kolejnych prób. Wreszcie w 1967 roku w lipcu dokonano pierwszego udanego przeszczepienia wątroby. Operował również prof. Starzl, a pacjent przeżył rok. Jednak dopiero 16 lat później przeszczepienie wątroby zostało uznane za pełnoprawny zabieg terapeutyczny i przestało być traktowane w kategoriach doświadczalnych. Wpływ na lepszą przeżywalność pacjentów po przeszczepieniu wątroby miał rozwój leczenia immunosupresyjnego, a zwłaszcza odkrycie cyklosporyny. W 1984 roku miała miejsce pierwsza próba przeszczepienia dziecku zmniejszonej wątroby pobranej od zmarłego dorosłego dawcy, tzw. reduced-size liver transplantation. W 1988 roku wprowadzono metodę podziału wątroby pobranej od zmarłego dawcy dla dwóch biorców – dziecka i dorosłego (split liver transplantation). Wreszcie w 1989 r. wykonano pierwsze udane przeszczepienie narządu pobranego od dawcy spokrewnionego.
W Polsce początki transplantologii wątroby datuje się na rok 1987, kiedy to 3 grudnia dokonano pierwszej próby przeszczepu u osoby dorosłej (nieudanej, pacjent zmarł zaraz po operacji). Operował zespół pod kierunkiem prof. Stanisława Zielińskiego (dr Kamiński, dr Domański, dr Kostyrka) z Kliniki Chirurgii Ogólnej i Transplantacyjnej AM w Szczecinie. Drugiego przeszczepienia dokonał 10 grudnia 1987 roku prof. Marian Pardela z lekarzami Kliniki Chirurgii Ogólnej i Naczyń ŚAM w Zabrzu (dorosły pacjent przeżył 8 dni). Pierwsze przeszczepienia uznane za udane wykonali: u dziecka to rok 1990 prof. Piotr Kaliciński w Centrum Zdrowia Dziecka, a u dorosłego rok 1994 prof. Bogdan Michałowicz i doc. Jacek Pawlak, w Centralnym Szpitalu Klinicznym WUM w Warszawie. W 1999 roku prof. Marek Krawczyk i prof. Piotr Kaliciński wykonali w Warszawie pierwsze udane przeszczepienie od dawcy spokrewnionego.
Tak jak w przypadku innych narządów unaczynionych chorzy oczekujący na przeszczepienie wątroby są zarejestrowani w Krajowej Liście Oczekujących na przeszczepienie prowadzonej przez Poltransplant. W Polsce pięć ośrodków wykonuje takie przeszczepienia (dwa w Warszawie i po jednym w Katowicach, Szczecinie i Wrocławiu), przeszczepień dla biorców pediatrycznych (do 16. roku życia dokonuje Klinika Chirurgii Instytutu Pomnika Centrum Zdrowia Dziecka. W latach 2006–2007 w kolejce oczekujących było nieco ponad 400 osób we wszystkich ośrodkach łącznie rocznie (najwięcej zabiegów wykonuje się w Warszawie). Średni czas oczekiwania na zabieg wynosi około 200 dni, w okresie krótszym niż rok pomoc uzyskuje blisko połowa osób zakwalifikowanych. W chwili obecnej standard zabiegu i immunosupresji nie odbiega od standardów światowych i większość pacjentów może liczyć na wieloletnie przeżycie. W roku 2008 najdłużej funkcjonujący przeszczep wątroby w Polsce pracował u pacjenta od 13 lat, z dalszą szansą na wieloletnie przeżycie. Od połowy roku 2007 obserwuje się wyraźny spadek ilości zabiegów, zaś kolejki oczekujących uległy wydłużeniu. W roku 2011 na przeszczepienie wątroby oczekiwało łącznie 530 chorych, wykonano 282 przeszczepienia wątroby od dawców zmarłych i 18 przeszczepień fragmentu wątroby od dawców żywych, 37 chorych zmarło nie doczekawszy przeszczepienia.

## Wskazania

### Przyczyny przeszczepiania wątroby u dorosłych
- wirusowe zapalenie wątroby typu B
- wirusowe zapalenie wątroby typu C
- pierwotne zapalenie dróg żółciowych
- zatrucia (np. muchomorem sromotnikowym)
- wypadki komunikacyjne prowadzące do oderwania łożyska naczyniowego narządu bez możliwości korekty chirurgicznej
- poalkoholowa marskość wątroby
- ostra niewydolność wątroby
- choroby wątroby nieznanego pochodzenia
- nowotwory wątroby (głównie rak wątrobowokomórkowy)
- pierwotne stwardniające zapalenie dróg żółciowych
- choroby metaboliczne (choroba Wilsona, hemochromatoza, skrobiawica)
- autoimmunologiczne zapalenie wątroby
- zespół Budda-Chiariego
- wtórna żółciowa marskość wątroby
- torbielowatość wątroby
- mukowiscydoza

W ponad 3/4 przypadków główną przyczyną przeszczepienia wątroby jest marskość wątroby wywołana różnymi czynnikami.

### Kwalifikacja
Do przeszczepienia wątroby kwalifikują się chorzy:
- którzy z powodu choroby wątroby mają mniej niż 90% szans na przeżycie roku
- przeszczepienie wątroby może im zapewnić długoterminowe przeżycie:
- w przypadku pierwotnego zapalenia dróg żółciowych:
  - objawy niewydolności wątroby z cechami nadciśnienia wrotnego – oporne na leczenie zachowawcze
  - świąd skóry oporny na leczenie
  - przewlekłe zmęczenie uniemożliwiające choremu normalne funkcjonowanie
  - zmiana nowotworowa wtórna do marskości
  - stężenie bilirubiny w surowicy krwi powyżej 5,9 mg/dl (100 µm/l)

- w przypadku pierwotnego stwardniającego zapalenia dróg żółciowych:
  - nawracające ostre zapalenie dróg żółciowych
  - zaawansowane zwężenia dróg żółciowych oporne na leczenie farmakologiczne i endoskopowe
  - niewydolność wątroby – oporna na leczenie zachowawcze
  - świąd skóry oporny na leczenie

- w przypadku niewyrównanej marskości wątroby:
  - grupa B i C według skali Childa-Pugha

- w przypadku ostrej niewydolności wątroby:
  - tzw. kryteria King's College – patrz niżej

- w przypadku raka wątrobowokomórkowego:
  - tzw. kryteria mediolańskie – patrz niżej

### Kryteria King's College
- ostra niewydolność wątroby spowodowana paracetamolem:
  - pH krwi tętniczej < 7,3 lub
  - wszystkie z poniższych kryteriów:
    - encefalopatia wątrobowa 3 lub 4 stopnia
    - czas protrombinowy > 100 s (INR > 7)
    - stężenie kreatyniny w surowicy krwi > 3,4 mg/dl (301 μm/l)
- ostra niewydolność wątroby spowodowana innymi przyczynami:
  - czas protrombinowy > 100 s (INR > 7)
  - 3 lub więcej z następujących kryteriów:
    - wiek < 10 lat lub wiek > 40 lat
    - czas trwania żółtaczki przed wystąpieniem encefalopatii > 7 dni
    - czas protrombinowy > 50 s (INR > 3,5)
    - stężenie bilirubiny > 18 mg/dl (308 μm/l)
    - wirusowe zapalenie wątroby o innej etiologii niż A czy B; zapalenie wątroby spowodowane halotanem; idiosynkrazja na leki

### Kryteria mediolańskie
Stosowane przy kwalifikacji do przeszczepienia wątroby u chorych na raka wątrobowokomórkowego.
Kryteria te mówią, że do przeszczepienia kwalifikują się osoby u których istnieje pojedyncze ognisko raka wątrobowokomórkowego o średnicy równej lub niższej niż 5 cm lub nie więcej niż 3 zmiany o średnicy równej lub niższej niż 3 cm każda.

## Przeciwwskazania
Przeciwwskazania bezwzględne:
- pozawątrobowe ognisko nowotworowe
- zaawansowana niewydolność serca lub niewydolność oddechowa
- aktywne uzależnienie od substancji psychoaktywnych
- utrudnienia anatomiczne uniemożliwiające od strony technicznej wykonanie zabiegu
- ciężkie zakażenia niemożliwe do wyleczenia
- niewydolność wielonarządowa
- choroby psychiczne

Przeciwwskazania względne:
- niewydolność nerek
- zespół nabytego niedoboru odporności (AIDS)
- pierwotny rak wątrobowokomórkowy
- hemochromatoza
- spodziewany brak współpracy chorego lub rodziny
- bardzo głębokie niedożywienie białkowo-kaloryczne
- aktywne zakażenie poza drogami moczowymi
- zakażenie HBV z wysoką wiremią

Należy nadmienić, że względne przeciwwskazania są bardzo dyskusyjne.

## Immunologia
Wątroba jest narządem o niskiej immunogenności. Typowanie tkankowe przed przeszczepieniem nie jest stosowane. Dodatni wynik próby krzyżowej, czyli stwierdzenie przeciwciał dla antygenów HLA klasy I nie jest przeciwwskazaniem do przeszczepienia.
Obowiązuje tylko zgodność w zakresie grup krwi. W przypadkach przeszczepów ze wskazań pilnych wykonano zakończone powodzeniem przeszczepy przy braku zgodności grup krwi (w przypadku zabiegów planowych zgodność grup krwi wciąż obowiązuje).

## Techniki operacyjne
Wątroba po pobraniu od dawcy (obowiązuje zgodność w grupie krwi ABO) jest przechowywana w tzw. roztworze UW (nazwa pochodzi od miejsca jego opracowania – University of Wisconsin). Może być tam przechowywana maksymalnie przez 12 godzin.
Operacja jest skomplikowana i długotrwała (8–12 h). Największym problemem jest odtworzenie prawidłowego ukrwienia, tj. odtworzenie żyły wrotnej, tętnicy wątrobowej, żył wątroby oraz żyły głównej dolnej. Odtworzenie dróg żółciowych polega na zespoleniu koniec do końca przewodu żółciowego wątroby przeszczepianej z przewodami żółciowymi biorcy. Niekiedy konieczne jest wszczepienie przewodu żółciowego do pętli jelita cienkiego metodą Roux-en-Y.

Standardowa technika przeszczepiania wątroby składa się z następujących części:
- hepatektomii – może być związana z wycięciem zawątrobowego odcinka żyły głównej dolnej. Niezbędne jest wtedy czasowe zapewnienie przepływu z układu żyły głównej dolnej i żyły wrotnej do układu żyły głównej górnej. Przy hepatektomii bez wycięcia żyły głównej dolnej należy zaszyć ujścia żył wątrobowych.
- fazy bezwątrobowej
- wszczepieniu wątroby dawcy – z bezpośrednim wszczepieniem ujścia żył wątrobowych do żyły głównej dolnej w przypadku zachowania tego odcinka żyły lub z wykonaniem dwóch zespoleń pomiędzy żyłą główną dawcy i biorcy w przypadku wycięcia zawątrobowego odcinka żyły.

W większości przypadków przeszczepianiu ulega całość wątroby, pobranej zwykle od osoby martwej. W specyficznych przypadkach (głównie ze względu na niedobór narządów dla dzieci) przeszczepia się fragment narządu:
- reduced-size liver transplantation – przeszczepienia fragmentu narządu pobranego od osoby zmarłej
- split liver transplantation – podzielenie wątroby dla dwóch biorców, dziecka i dorosłego. Lewy płat otrzymuje dziecko, natomiast pozostałą część osoba dorosła.
- living related liver transplantation – przeszczepianie dziecku fragmentu wątroby (zwykle segmentu II i III) pobranego od rodziców. Jako że masa pobranej wątroby musi stanowić powyżej 1% masy ciała biorcy, dlatego dla osoby dorosłej pobiera się segmenty V, VI, VII i VIII.

Niekiedy w celu wspomożenia czynności przeszczepionego narządu dokonuje się tzw. ortotopowego przeszczepienia wątroby. Polega ono na dodatkowym wszczepienie prawego lub lewego płata.

U niektórych chorych z rakiem wątrobowokomórkowym w celu przyspieszenia operacji dokonuje się tzw. przeszczepu domino. Pacjentom przeszczepia się wątrobę pobraną od chorych na polineuropatię amyloidową, którym przeszczepiono wątrobę od dawcy zmarłego.

## Leczenie immunosupresyjne

### Podział leków immunosupresyjnych stosowanych przy przeszczepianiu wątroby
- nieswoiste leki immunosupresyjne:
  - glikokortykosteroidy
  - azatiopryna
  - mykofenolan mofetylu
- swoiste leki immunosupresyjne działające na limfocyty T:
  - cyklosporyna A
  - takrolimus
  - sirolimus
  - surowica antytymocytarna (ATG)
  - muromonab-CD3 (mysie przeciwciało monoklonalne przeciwko antygenowi CD3 limfocytu T)
  - daklizumab (humanizowane przeciwciało monoklonalne przeciwko receptorowi interleukiny 2)
  - bazyliksimab (chimerowe ludzko-mysie przeciwciało przeciwko łańcuchowi alfa receptora dla interleukiny 2)

### Leczenie ostrego odrzucania przeszczepu
Polega głównie na podawaniu dużych dawek glikokortykosteroidów. Najczęściej stosuje się 3 pulsy metyloprednizolonu w dawce 500–1000 mg. Przy braku odpowiedzi podaje się przeciwciała poliklonalne lub monoklonalne.

Leczenie jest skuteczne w ponad 90% przypadków.

### Leczenie przewlekłego odrzucania przeszczepu
Znacznie trudniejsze i gorzej rokujące niż w przypadku ostrego odrzucania. Niekiedy potrzebna jest retransplantacja narządu.

## Monitoring
Chory po przeszczepieniu wątroby wymaga monitoringu następujących wskaźników:
- aktywność aminotransferaz i GGTP w surowicy
- stężenie bilirubiny i białka w surowicy
- czas protrombinowy i INR
- stężenie elektrolitów
- monitorowanie pod kątem objawów klinicznych wodobrzusza i encefalopatii

Prawidłowe zaadaptowanie przeszczepionej wątroby w organizmie biorcy umożliwia już w 3–4 dobie przeniesienie pacjenta z oddziału intensywnej terapii. Przy braku powikłań w 14 dobie po operacji chory może już być całkowicie wypisany ze szpitala. Pierwsze 3 wizyty w ośrodku transplantacyjnym odbywają się co 14 dni, przez następne 2 lata pacjent stawia się na wizytę co miesiąc, a następnie (jeśli nie ma przeciwwskazań) co 3 miesiące. Pacjent powinien znaleźć się pod kontrolą ośrodka transplantacyjnego także w przypadku każdego większego stanu chorobowego, zaś w przypadku planowanych terapii lub zabiegów nie związanych z przeszczepem ich przebieg powinien zostać uzgodniony w ośrodkiem prowadzącym.

## Powikłania
- reakcje odrzucania przeszczepu:
  - ostre odrzucanie: okołowrotne zapalenie wątroby, nieropne zapalenie dróg żółciowych, zapalenie śródbłonka żył.
Rozpoznanie: wzrost wartości parametrów cholestazy większy niż aktywności aminotransferaz, biopsja wątroby.
  - przewlekłe odrzucanie: nieropny proces niszczenia małych przewodów żółciowych (VBDS – vanishing bile duct syndrome).
Rozpoznanie: wzrost wartości parametrów cholestazy, biopsja wątroby.
- niepodjęcie czynności przez przeszczepiony narząd: dochodzi do tego u 2-3% pacjentów. Postępowaniem z wyboru jest ponowne przeszczepienie wątroby.
- krwawienie: dotyczy 10-15% pacjentów. Jest wskazaniem do reoperacji.
- wczesna zakrzepica tętnicy wątrobowej: 2-8% chorych. Najczęściej wymaga powtórnego przeszczepienia wątroby.
- zakrzepica żyły wrotnej: 1-3% chorych. Stosunkowo rzadkie powikłanie.
- niedrożność żył wątrobowych: może prowadzić do rozwinięcia ostrego zespołu Budda-Chiariego. Zwykle wymaga powtórnego przeszczepienia wątroby.
- powikłania żółciowe: 10-20% chorych. Najczęściej pojawiają się w pierwszych 3 miesiącach po operacji.
  - wyciek żółci:
    - z miejsca zespolenia
    - z miejsca wyprowadzenia drenu
    - z kikuta przewodu pęcherzykowego

  - zwężenie dróg żółciowych
    - w miejscu zespolenia
    - spowodowane niedokrwieniem
- powikłania niechirurgiczne:
  - zakażenia
  - zaburzenia oddechowe
  - zaburzenia sercowo-naczyniowe
  - zaburzenia nerkowe
  - zaburzenia neurologiczne
  - zaburzenia w układzie krzepnięcia
  - cukrzyca

## Rokowanie
Roczna przeżywalność: ok. 90%

5-letnia przeżywalność: 75%

Ostre odrzucanie narządu: 40-50%

Przewlekłe odrzucanie narządu: < 4%

Roczna przeżywalność po retransplantacji: ok. 60%
Według badań amerykańskich:
- Jeśli pacjent przeżył pierwsze 6 miesięcy po przeszczepie, to średni szacowany czas przeżycia ocenia się na 22,2 roku (dla porównania 29 lat w populacji ogólnej)
- W przypadku kobiet, średni czas przeżycia po przeszczepie szacowany jest na 26 lat, w porównaniu z 31 latami w populacji ogólnej
- W przypadku mężczyzn średni czas przeżycia po przeszczepie szacowany jest na 18 lat, w porównaniu z 27 latami w populacji ogólnej
- Statystycznie osoba po przeszczepie wątroby będzie żyła 7 lat krócej niż wynosi średnia w danej grupie ogólnej
- Pacjenci przeszczepieni w wieku 17–34 lat mają najdłuższy oczekiwany czas przeżycia, szacowany średnio na 28 lat

Krajowy Rejestr Przeszczepień (Polska)
Według danych Krajowego Rejestru Przeszczepień w roku 2011 procent przeżycia biorcy wynosił:
Dla biorców wątroby od zmarłych dawców: 3 miesiące po zabiegu 87% biorców żyło, 12 miesięcy po zabiegu 84%, 36 miesięcy po zabiegu 76%, 60 miesięcy po zabiegu żyło 66% biorców.
Dla biorców wątroby od dawców żywych: 3 miesiące po zabiegu 94% biorców żyło, 12 miesięcy po zabiegu 93%, 36 miesięcy po zabiegu 88%, 60 miesięcy po zabiegu żyło 88% biorców.

## Ośrodki zajmujące się przeszczepianiem wątroby w Polsce
- Centrum Zdrowia Dziecka – przeszczepy u dzieci; ośrodek specjalizujący się w przeszczepach rodzinnych
- Klinika Chirurgii Ogólnej i Chorób Wątroby Warszawskiego Uniwersytetu Medycznego pod kierownictwem prof. Marka Krawczyka
- Klinika Chirurgii Ogólnej i Transplantacyjnej w Warszawie pod kierownictwem prof. Andrzeja Chmury
- Oddział Chirurgii Ogólnej i Transplantacyjnej, Wojewódzkiego Szpitala Zespolonego w Szczecinie przy ul. Arkońskiej pod kierownictwem dr Samir Zeair
- Katedra i Klinika Chirurgii Ogólnej, Naczyniowej i Transplantacyjnej Śląskiego Uniwersytetu Medycznego w Katowicach pod kierownictwem dr hab. Roberta Króla
- Katedra i Klinika Chirurgii Naczyniowej, Ogólnej i Transplantacyjnej Uniwersytetu Medycznego we Wrocławiu, pod kierownictwem prof. Piotra Szybera
- Katedra i Klinika Chirurgii Wątroby i Chirurgii Ogólnej Collegium Medicum w Bydgoszczy, pod kierownictwem dr hab. Macieja Słupskiego